# Abebung

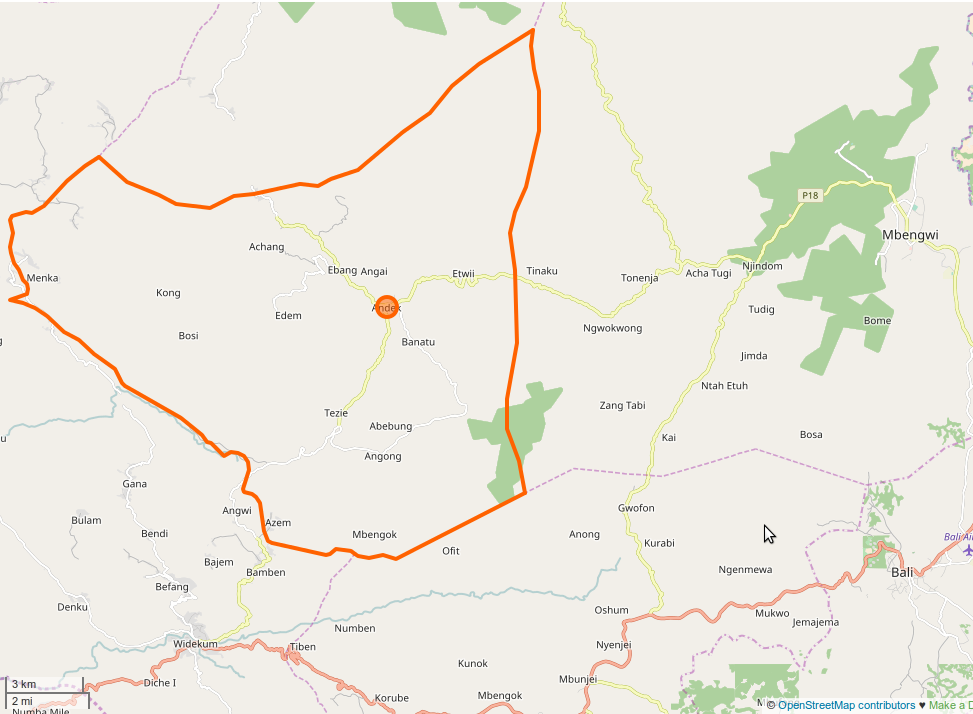
Localisation au sud d'Andek.

Abebung est un village du Cameroun situé dans l’arrondissement d’Andek-Ngie, dans le département de Momo et dans la Région du Nord-Ouest.

## Population
Lors du recensement de 2005, on a dénombré 1 697 habitants à Abebung, dont 840 hommes et 857 femmes.
On y parle notamment le ngie, une langue bantoïde des Grassfields.

## Établissement scolaire
Entre autres, le GBSS Abebung, un établissement scolaire d’enseignement secondaire général bilingue, dispense un enseignement général de 1er cycle (classes de I à IV).